# Montes Apuseni

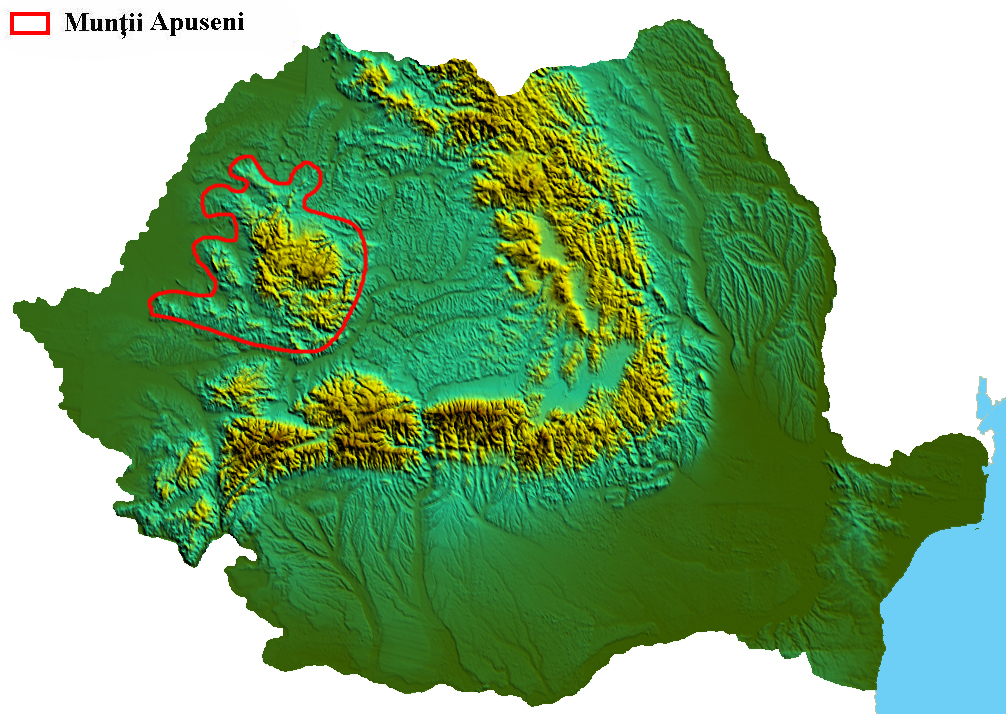
Montes Apuseni

Os montes Apuseni (em romeno:  Munţii Apuseni; em húngaro:  Erdélyi-Szigethegység) formam uma cadeia montanhosa na Transilvânia, Romênia, que pertence aos Cárpatos ocidentais. Seu nome significa, traduzido do romeno, montes do entardecer. O pico mais alto é o Cucurbăta Mare (húngaro: Nagy-Bihar), também chamado pPico Bihor, com 1849 m de altitude.  Os montes Apuseni tem cerca de 400 cavernas.

## Limites
- norte: o rio Barcău
- sul: o rio Mures

## Montes
Montes Criş (Munţii Crişului) :

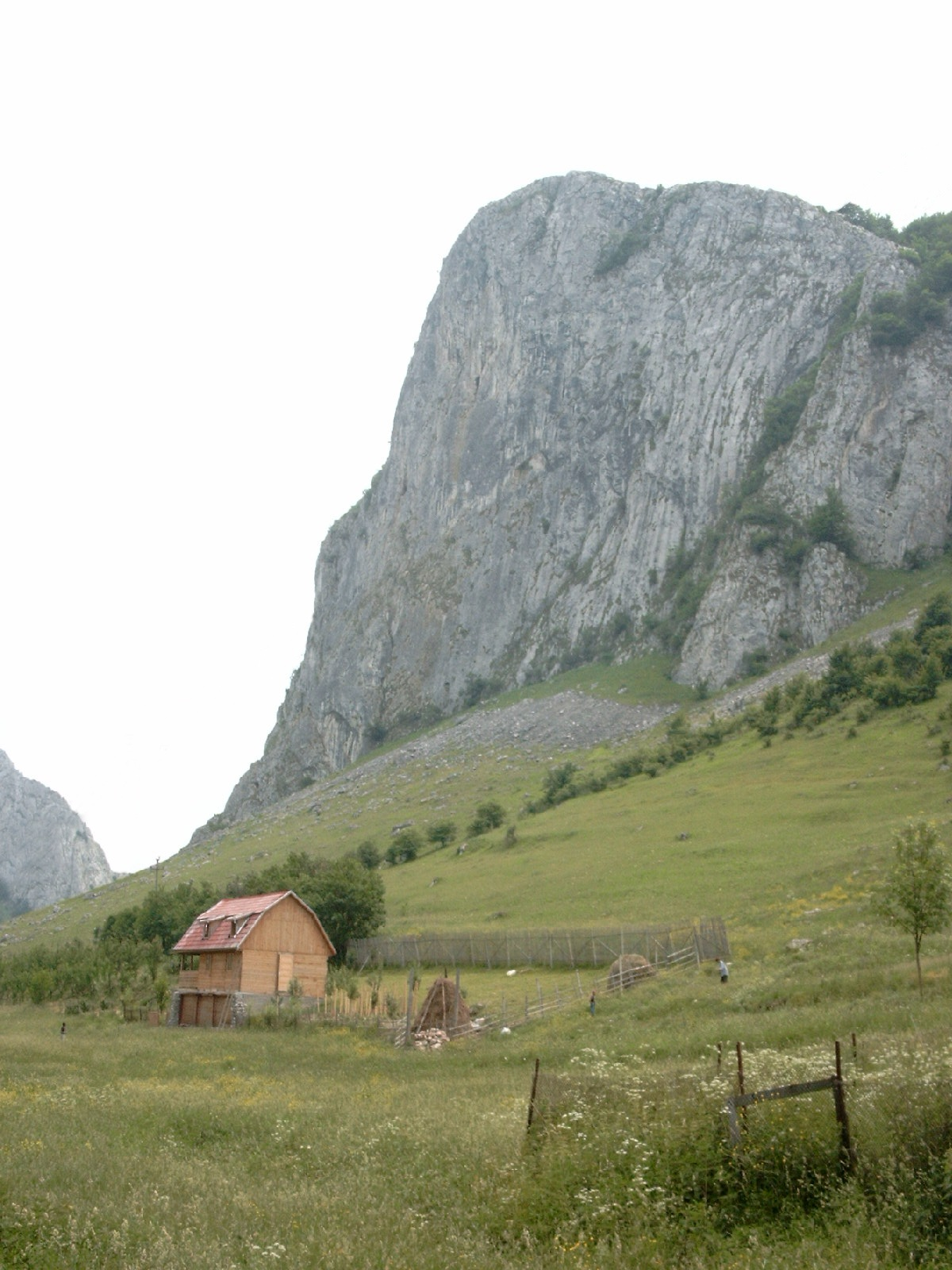
Montes Trascău

- Colinas Criş (Dealurile Crişene), incl. Depressão Beiuş (Depresiunea Beiuş), Depressão Vad (Depresiunea Vad)
- Pădurea Craiului (literalmente:Bosque do Rei)
- Montes Codru-Moma (Munţii Codru-Moma)

Montes Seş-Meseş (Munţii Seş-Meseşului):
- Montes Meseş (Munţii Meseşului)
- Montes Seş Mountain (Muntele Seş)
- Depressão Şimleu (Depresiunea Şimleu), frequentemente considerada parte da caverna Transilvana Podişul Someşan
- Şimleu Mountains (Munţii Şimleu) , frequentemente considerada parte da caverna Transilvana Podişul Someşan

Macizo Bihor (Masivul Bihor):
- Montes Bihor (Munţii Bihorului)
- Montes Vlădeasa (Munţii Vlădeasa)
- Montes Muntele Mare (literalmente: Montanha Grande), (Munţii Muntele Mare)
- Montes Gilău (Munţii Gilăului)

Montes Mureş (Munţii Mureşului):
- Montes Zarand](Munţii Zarandului)
- Montes Metalliferous(Munţii Metaliferi), incl. Montes Trascău (Munţii Trascăului)